# Kaiserliches Kürassierregiment K 1 (1756)
Das Kürassierregiment K 1 wurde wahrscheinlich im Jahr 1685, nach einer anderen Quelle aber bereits im Jahr 1633 im Dreißigjährigen Krieg errichtet, 1798 in Leichtes Dragoner Regiment Nr. 2 umbenannt und 1801 aufgelöst.
Laut Alphons von Wrede wurde es am 24. Oktober 1685 aus einem würzburgischen Regiment übernommen, das schon seit 1674 teilweise in kaiserlichen Diensten gekämpft hatte. Nach Andreas Thürheim war es dagegen identisch mit dem Regiment, das Feldmarschall Johann von Götzen im Jahr 1633 aufgestellt hatte. Nach Wredes Angaben gibt es aber kein durchgehend seit 1633 bestehendes Regiment von Götzen, der 1636 in kurbayerische Dienste übergetreten war und erst 1643 wieder ein kaiserliches Regiment übernahm. Dieses Regiment wurde laut Wrede nach Götzens Tod 1645 von seinem Sohn Siegmund Friedrich übernommen, während Thürheim einen Ferdinand Joseph zu Liechtenstein als nächsten Regimentsinhaber auflistet. Wrede zufolge wurde dieses Regiment 1679 aufgelöst und in die Regimenter Montecuccoli und Pálffy eingegliedert.

## Inhaber
- 1685 Johann Eytel Truchseß von Wetzhausen, Oberst[2]
- 1687 Franz Leopold von Noirkermes, Oberst († 1690, an seiner Verwundung im Gefecht bei Kronstadt)
- 1690 Fürst Friedrich Wilhelm zu Hohenzollern-Hechingen, Feldmarschall (übergab es seinem Sohn)
- 1712 Fürst Friedrich Ludwig zu Hohenzollern-Hechingen († 1750), FM
- 1750 Erzherzog Leopold (seit 1765 Großherzog von Toscana, 1790 Kaiser Leopold II.) († 1792)
- 1767 Zweiter Inhaber Graf Friedrich Moritz von Nostitz-Rieneck († 1796), Feldmarschall, Hofkriegsratspräsident
- 1775 in ein Dragonerregiment gewandelt
- 1792 Kaiser Franz II.
- 1798 Kronprinz Erzherzog Ferdinand (* 1793)
- 1798 umbenannt in Leichtes Dragoner Regiment Nr. 2
- Zweiter Inhaber: Prinz Friedrich Franz Xaver von Hohenzollern-Hechingen, Feldmarschall-Lieutenant, erhielt 1801 ein Chevauxlegers Regiment
- 1801 Graf Andreas von Karaczay († 1808),  Feldmarschall-Lieutenant

## Gefechtskalender
Im Großen Türkenkrieg war es im Gefecht bei Nissa, 1685 bei der Belagerung von Neuhäusel, 1686 bei der zweiten Belagerung von Ofen. Beim Sturm auf Widdin wurde es 1689 vom FM Graf Veterani gegen 2000 Janitscharen angeführt. Anschließend kämpfte es 1690 im Gefecht bei Kronstadt, 1691 in der Schlacht bei Slankamen und 1697 bei Zenta.
Im Spanischen Erbfolgekrieg war das Regiment 1702 bei der Belagerung von Landau und 1703 in der Schlacht bei Friedlingen. 1704 kam es nach Ungarn, wo es im Gefecht bei Oberklau gegen die Rebellen unter Rackoczy stand, dann 1705 in der Schlacht bei Tyrnau (1705) und 1706 bei Schlacht bei Bibersburg. Unter General Graf Palffy nahm es an der Eroberung der Schanze bei Groß-Magyar teil.
Im 6. Türkenkrieg 1716 bei der Belagerung von Temesvar. Im Jahr 1717 war es bei der Belgradund in der Schlacht von Belgrad, bevor es als Besatzung nach Wien abrückte und dort bis 1720 blieb. Im Polnischen Thronfolgekrieg kämpfte es 1734 in der Schlacht bei Parma und machte den Feldzug 1735 in Italien mit.
Im 7. Türkenkrieg war das Regiment 1738 in der Schlacht bei Mehadia und im Gefecht bei Belgrad. In der Schlacht bei Krotzka im Jahr 1739 erlitt es große Verluste.
Im Österreichischen Erbfolgekrieg kämpfte es 1741 in der Schlacht bei Mollwitz, Oberst Graf Lannoy fiel dabei, und 1742 in Chotusitz. Es drang im Gefecht bei Frauenberg mit zwei anderen Kürassierregimentern durch beide feindliche Linien und war auch bei der Belagerung von Prag. In den Feldzügen von 1743 bis 1745 stand es am Rhein, in Böhmen und am Main und anschließend in den Niederlanden. Dort kämpfte es in den Schlachten bei Rocoux (1746) und bei Lauffeldt (1747).
Im Siebenjährigen Krieg kämpfte das Regiment 1757 in den Schlachten bei Prag, Breslau und Leuthen. Es nahm 1758 an der Schlacht bei Hochkirch teil. Es kämpfte am 19. Februar 1760 im Gefecht von Cosdorf und in der Schlacht bei Torgau, wo Oberst Ludwig Hofmann fiel, 1762 im Gefecht bei Hausdorf in Schlesien und dem Gefecht bei Peyle.
1775 wurde das Regiment zum Dragonerregiment. Im Bayerischen Erbfolgekrieg war es im Corps des General d'Alton in Böhmen. Im 8. Türkenkrieg war es 1788 bei der Eroberung von Sabacz und 1789 bei der Belagerung von Belgrad.
Nach Ausbruch der Französischen Revolution kam es zu den Koalitionskriegen. So waren Abteilungen des Regiments 1793 im Gefecht bei Rheinzabern, bei der Verteidigung der Posten bei Offenbach, bei der Einnahme der Weissenburger Linien und im November und Dezember bei Verteidigung der einzelnen Posten im Elsass. Im Jahr 1794 kam das Regiment zur Armee in den Niederlanden und am Niederrhein. Eine Abteilung kämpfte im Gefecht bei Sprimont. 1795 war es bei der Schlacht bei Handschuhsheim; dort haben drei Divisionen bei einem Flankenangriff die feindliche Infanterie teils getötet, gefangen genommen oder in den Neckar getrieben. Am 18. Oktober 1795 war es beim Angriff auf das feindliche Lager bei Mannheim dabei. Im Jahr kämpfte es 1796 in den Gefechten bei Maubach und Rheingenheim und in der Schlacht bei Emmendingen.
Im Feldzug von 1799 kämpfte das Regiment noch in der Schlacht bei Stockach und dann in mehreren Gefechten in der Schweiz und am Oberrhein. Im Jahr 1800 kämpfte es in Schwaben und Bayern, am 17. Dezember im Rückzugsgefecht bei Massendorf und Steindorf in Oberösterreich und am 20. Dezember bei Kremsmünster.
Das Regiment wurde 1801 in Siedlec in Galizien aufgelöst und die Mannschaften auf drei Kavallerieregimenter verteilt.

## Uniform
Die letzte Uniform des Regimentes als leichte Dragoner waren dunkelgrüne Röcke mit kaisergelben Aufschläge und weißen Knöpfen.